# علیرضا رئیسی
علیرضا رئیسی (زادهٔ ۱۳۶۰ در تهران) بازیگر سینما و تلویزیون ایرانی است. آغاز بازی وی در سینما از سال ۱۳۶۸ با فیلم پاتال و آرزوهای کوچک کاری از مسعود کرامتی بود.

## زندگی
علیرضا رئیسی از ۶ سالگی بازیگری را با نقش آفرینی در پاتال و آرزوهای کوچک آغاز کرد و پس از آن مدتی پرکار بود و در برخی آثار تلویزیونی و سینمایی بازی کرد. مدرسه پیرمردها، اتل متل توتوله، شهر در دست بچه‌ها از جمله این آثار هستند.
علیرضا رئیسی حدود ۷ سال برای ادامه تحصیل به خارج از کشور مهاجرت کرد و پس از بازگشت در سریال‌های شاید برای شما هم اتفاق بیفتد، ۳۶۰ درجه و … بازی کرد.

## آثار

### سینما
- آپاچی ۱۳۹۷
- خجالت نکش ۱۳۹۶
- جان‌سخت ۱۳۷۶
- خط آتش ۱۳۷۳
- اتل متل توتوله ۱۳۷۰
- خطا ۱۳۷۰
- شهر در دست بچه‌ها ۱۳۷۰
- مدرسه پیرمردها ۱۳۷۰
- پاتال و آرزوهای کوچک ۱۳۶۸

### تلویزیون
- خانه امن
- مرخصی شب عید
- شاید برای شما هم اتفاق بیفتد
- قطار ابدی
- دنیای شیرین
- مثل زندگی

### شبکه نمایش خانگی
- عالیجناب